# Refoulement (politique)
Pour les articles homonymes, voir Rollback.
La politique de roll back, en français « refoulement », est une doctrine mise au point en 1952 par le président des États-Unis, Dwight Eisenhower, et son secrétaire d’État, John Foster Dulles, qui vise à refouler le communisme, et non plus simplement à contenir sa progression. Historiquement, il y est fait auparavant référence pendant la guerre de Corée par l'administration démocrate de Harry Truman pour théoriser le franchissement du 38e parallèle nord.

## Contenu
Les Américains se montrèrent déterminés à partir de juin 1950 non seulement à repousser les troupes communistes nord-coréennes de la Corée du Sud, mais aussi à faire tomber le régime marxiste nord-coréen de Kim Il-sung pour réunifier la péninsule au profit du régime pro-américain sud-coréen de Syngman Rhee. Ils échouèrent en raison de l'intervention terrestre de « volontaires » chinois et de pilotes de l'armée de l'air soviétiques. Ainsi au terme de refoulement est aussi associé la notion de restauration du régime démocratique. Cette théorie peut aussi s'appliquer à la crise de Cuba. .
Pour le géopolitique Heinrich Jordis von Lohausen, la doctrine de roll back est une fiction. Elle n'a jamais existé que sur le papier et n'a fait l'objet d'aucune application pratique. C'est également l'opinion de Jean-Baptiste Duroselle, qui analyse le roll back comme une politique visant la libération des pays sous contrôle soviétique. Il en conclut qu'il s'agit essentiellement d'une approche théorique, la politique des États-Unis ne pouvant concrètement aller au-delà de l'endiguement à cause de la personnalité du peuple américain et des mécanismes de décision. 
Dans l'Amérique des années 1950, le maccarthysme est triomphant et le roll back est un slogan facile qui va permettre l'élection d'Eisenhower à l'élection présidentielle de 1952. Une fois élue, l'administration Eisenhower revint très vite à la stratégie de l'endiguement, sauf pour renverser secrètement par l'intermédiaire de la CIA des gouvernements nationalistes ou socialisants en Iran, au Guatemala, épargnés précédemment par l'administration Truman, ou encore dans son second mandat tenter en mars 1958 de faire tomber en Indonésie Soekarno, de tenter d'agir en ce sens à Cuba après l'arrivée au pouvoir de Fidel Castro à partir du 17 mars 1960. La CIA réussit enfin à renverser au Congo Patrice Lumumba en septembre 1960, sur ordre présidentiel du 26 août.[réf. souhaitée]